# 飯塚村 (山形県)
飯塚村（いいづかむら）は、かつて山形県南村山郡にあった村。

## 沿革
- 1889年（明治22年）12月26日 - 南村山郡城西村の分割に伴い、飯塚村が発足。
- 1954年（昭和29年）3月31日 - 山形市に編入。同日飯塚村消滅。